# Latécoère 611
Latécoère 611 là một loại tàu bay trinh sát biển 4 động cơ của Pháp trong Chiến tranh thế giới II.

## Biến thể
Latécoère 611
Mẫu thử, lắp động cơ Gnome-Rhône 14N-30 / Gnome-Rhône 14N-31, (1 chiế).
Latécoère 611
Phiên bản sản xuất đề xuất – lắp động cơ Pratt & Whitney R-1830, (đã được đặt chế tạo 12 chiếc nhưng không chế tạo).

## Quốc gia sử dụng
Pháp
- Hải quân Pháp

## Tính năng kỹ chiến thuật (Latécoère 611)
Dữ liệu lấy từ Warplanes of the Second World War, Volume Five, Flying Boats 
Đặc điểm tổng quát
- Kíp lái: 7
- Chiều dài: 27,06 m (88 ft 9 in)
- Sải cánh: 40,56 m (133 ft 0½ in)
- Chiều cao: 7,65 m (25 ft 1 in)
- Diện tích cánh: 195,1 m² (2.099 ft²)
- Trọng lượng rỗng: 16.034 kg (35.274 lb)
- Trọng lượng có tải: 26.555 kg (58.422 lb)
- Trọng lượng cất cánh tối đa: 31.065 kg (68.343 lb)
- Động cơ: 4 × Gnome-Rhône 14N-30 / Gnome-Rhône 14N-31, 753 kW (1.010 hp)  mỗi chiếc

 Hiệu suất bay 
- Vận tốc cực đại: 349 km/h (145 knot, 217 mph)
- Vận tốc hành trình: 180 km/h (97 knot, 112 mph)
- Tầm bay: 4.250 km (2.295 nm, 2.640 mi)
- Thời gian bay: 32 giờ
- Lên độ cao 2.000 m (6.560 ft): 10 phút

Trang bị vũ khí

- 3 súng máy 0,5 in (12,7 mm)
- 4 súng máy Derne 7,5 mm
- Lên tới 802 kg (1.764 lb) bom